# 海洋熱含量

近幾十年來，由於海洋吸收了人類引起的全球暖化產生的大部分多餘熱量，海洋熱含量有所增加。

海洋熱含量（英語：Ocean heat content，縮寫：OHC）是指海洋吸收和儲存的熱能。為了計算海洋熱含量，需要測量各地海洋不同位置和深度的溫度，並積分整個海洋的熱量面密度，即可得出海洋總熱量。1971年至2018年間，海洋熱含量的增加佔全球暖化導致的地球過剩熱能的九成以上。海洋熱含量增加的主要因素是溫室氣體排放增加。:1228截至2020年，大約三分之一的過剩熱量已傳播到700公尺以下的深海。2022年世界海洋熱含量超過了2021年的記錄，再度成為歷史記錄中最熱的水平。在2019至2022年間，北太平洋、北大西洋、地中海和南冰洋這四個地區打破了六十多年來的最高熱量觀測結果。海洋熱含量和海平面上升是氣候變化的重要指標。
海水容易吸收太陽能，並且熱容量遠大於大氣氣體。 因此，海洋頂部幾公尺所包含的熱能比整個地球大氣層還多。早在1960年以前，研究船和研究站便已開始在世界各地對海面溫度和更深處的溫度進行了採樣。此外，自2000年以來，由近4000個機器人組成的Argo計畫拓展了測量能力，更能呈現了溫度異常的情況和海洋熱含量的變化。已知至少自1990年以來，海洋熱含量就不斷穩定增長，甚至加速增長。2003-2018年間，在深度小於2000公尺的區域內，平均每年增加9.3澤焦耳（這相當於 0.58±0.08 W/m2 的能量增長速率）。測量的不確定性主要是來自測量精度、空間覆蓋範圍，及持續數十年不間斷測量的三方面挑戰。
海洋熱含量的變化對地球的海洋和陸地生態系統皆產生深遠的影響；當中包含對沿海生態系統的多重影響。直接影響包括海平面和海冰的變化、水循環強度的變化以及海洋生物的遷徙和滅絕。

## 計算

### 定義

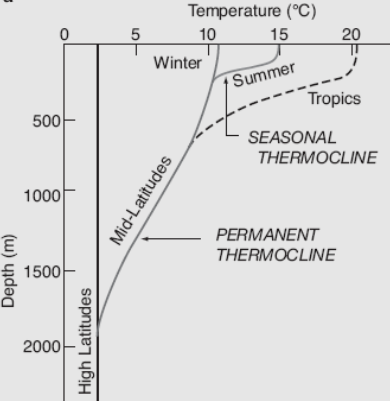
基於季節和緯度的不同溫躍層。 圖片橫軸表示溫度；縱軸表示水溫。

海洋熱含量是「海洋儲存的熱量總量」，因此需要先測量許多不同位置和深度的海洋溫度才能計出海洋熱含量。
對整個海洋的海洋熱量密度進行積分，即可得出海洋總熱量。
兩個深度之間積分如下：
{\displaystyle H=c_{p}\int _{h2}^{h1}\rho (z)T(z)dz}
算是中 {\displaystyle c_{p}} 是海水的比熱容，h2是深邊界，h1是淺邊界，{\displaystyle \rho (z)} 海水密度，{\displaystyle T(z)}是溫度。在國際單位制中，{\displaystyle H} 的單位為焦耳每平方米（J·m−2）。
務實上，可以透過一些近似函數簡化測量與計算。海水密度是溫度、鹽度和壓力的函數值。儘管在海洋深處寒冷且壓力巨大，但由於水幾乎不可壓縮，且為穩定的液體狀態，深海水密度已達到最大值。
溫度與海洋深度的測量將描繪出上層混合層（0-200米）、溫躍層（200-1500米）和深海層（>1500米）。這些界限深度只是粗略的近似值。陽光最大穿透深度約為200米；其中最上面的80米是光合作用海洋生物的生活區，覆蓋地球表面超過70％的區域。波浪作用和其他表面湍流有助於讓上層性質更為均勻一致。
表面溫度會隨著緯度增加而遞減；而世界上大多數地區的深海溫度相對較低且均勻。大約50％的海洋體積位於超過3000米的深度，其中太平洋是五個海洋區分中最大且最深的。溫躍層是上層和深層之間的過渡區，涉及溫度、養分流動、生物豐富度等多個層面。在熱帶地區，它是半永久性的；在溫帶地區，它是會隨著季節變動；而在極地地區，它很淺，甚至不存在。

### 測量

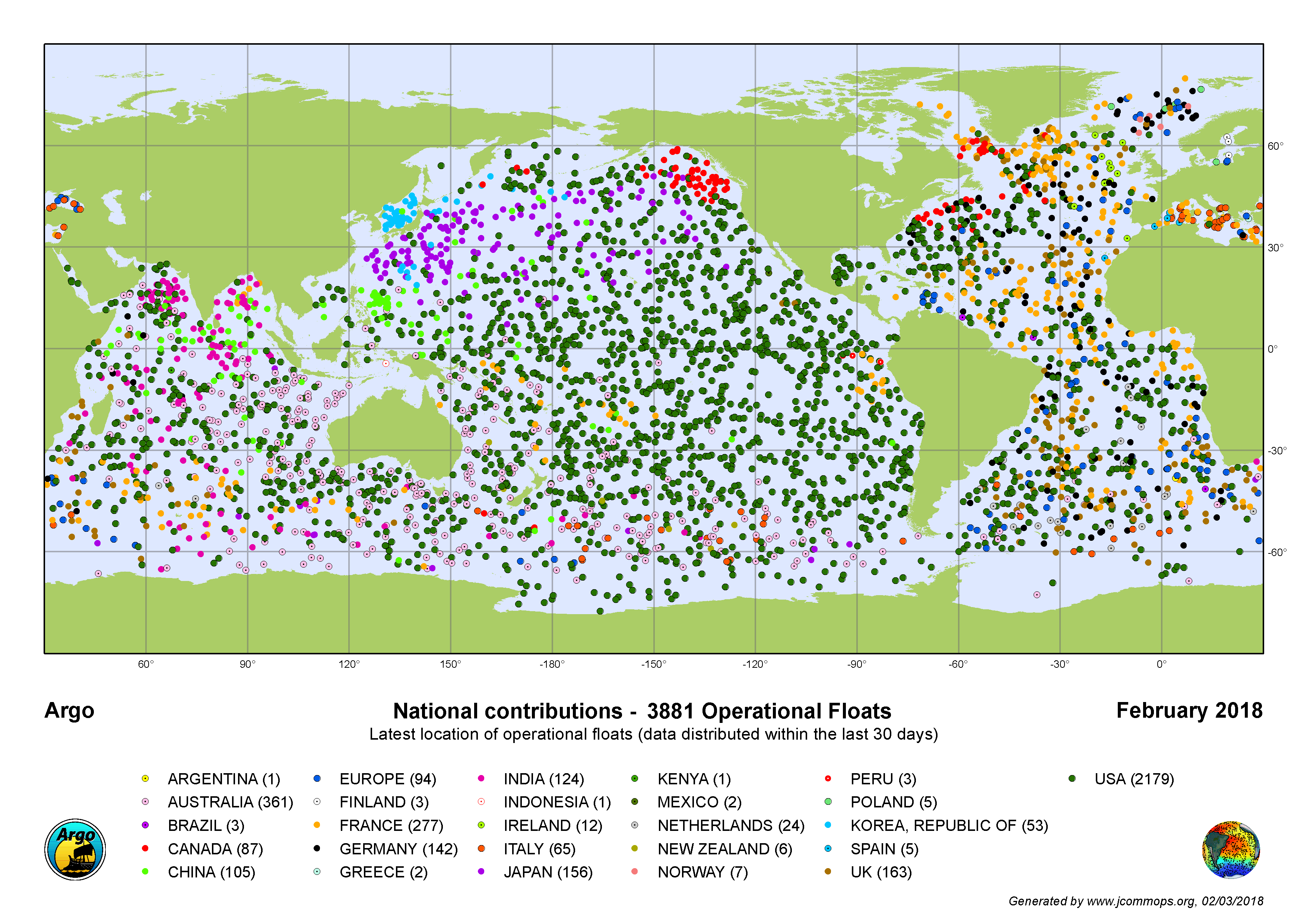
Argo陣列中活動浮標的全球分佈

海洋熱含量的測量相當困難，尤其是在Argo剖面浮標部署之前。由於空間覆蓋不足和數據質量不佳，有時很難區分長期全球暖化趨勢和氣候變異的影響。這些複雜因素的示例包括由於聖嬰現象和重大火山爆發引起的海洋熱含量變化。
Argo是一個自21世紀初開始部署的機器人剖面浮標國際計劃。 該計劃最初的3000個單元在2020年擴展到近4000個單元。在每個10天的測量週期開始時，浮標會下降到1000米的深度，漂流九天。然後，它會下降到2000米的深度，並在最後一天上升到表面時測量溫度、鹽度（電導率）和深度（壓力）。在表面，浮標通過衛星中繼傳輸深度剖面和水平位置數據，然後重複週期。
從1992年開始，TOPEX/Poseidon和隨後的Jason衛星系列觀測到了垂直積分的海洋熱含量，這是海平面上升的主要組成部分之一。 Argo和Jason測量之間的合作讓海洋熱含量和其他全球海洋特性的測量更為精準。

## 熱含量上升的原因

地表氣溫增加的速率比海洋表面溫度快。這是因為海洋比大氣更能吸收熱量。

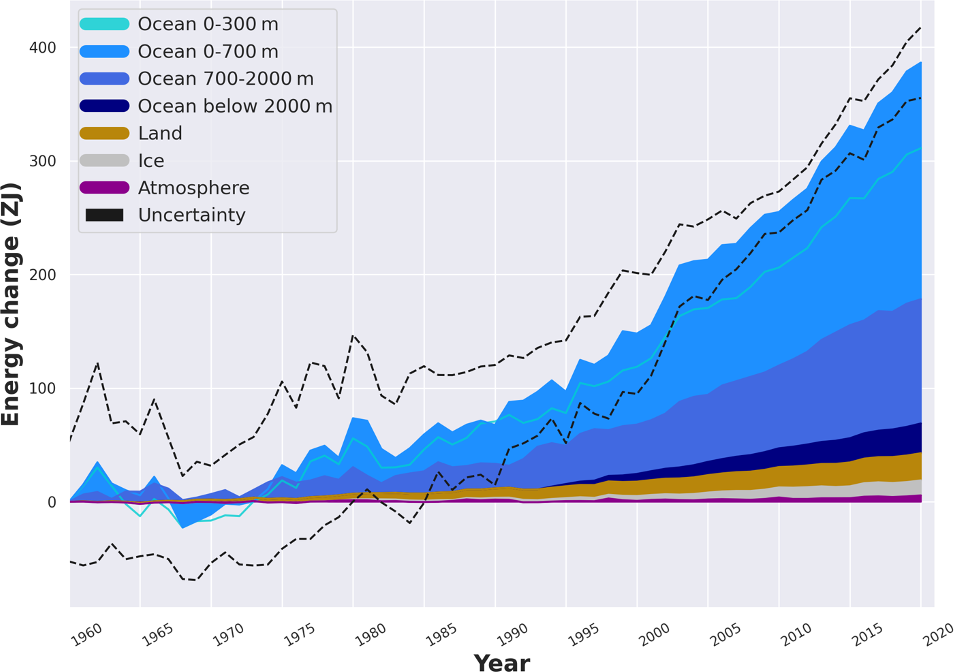
從1960年到2018年，地球氣候系統各組成部分的能量累積情況（地球熱庫）以ZJ為單位。其中，上層海洋（0-300米，淺藍色線條，以及0-700米，淺藍色實心）佔了最大的熱量增益。

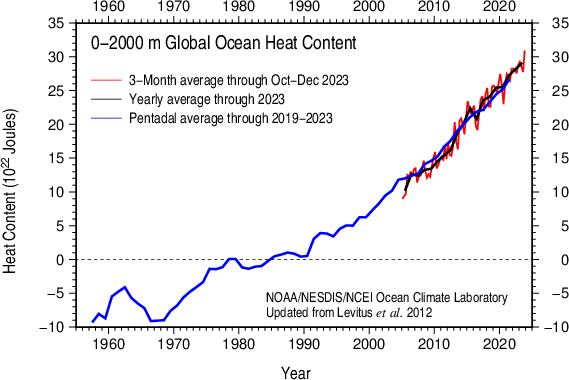
自 1958 年以來海洋頂部 2000 米的全球熱量含量

地球的熱帶表面水體吸收大量的太陽輻射熱，並推動了海洋熱的傳播鏈，一路到達極地。海洋表面還會與下層對流層進行能量交換，因此對地球能量收支中的雲層反照率、溫室氣體和其他因素也有交互作用。  隨著時間的推移，不平衡的能量收支使得熱量通過熱傳導、下沉流和上升流，流入海洋各處。
海洋是地球最大的熱庫，同時兼具能量的儲存與釋放的作用，可以調節行星的氣候。  海洋熱含量主要透過蒸發向大氣的釋放，這也促使了行星的水循環。 海洋表面溫度較高時，集中的釋放可生成熱帶氣旋、大氣河流、大氣熱浪以及其他極端天氣事件，這些事件可以深入內陸地區。
海洋還作為碳的儲存和釋放地，其在地球碳循環中的作用與陸地地區相當。 根據亨利定律的溫度依賴性，升溫的表面水體較難吸收大氣中的氣體，包括來自人類活動的二氧化碳和其他溫室氣體。

## 近期觀察與變化

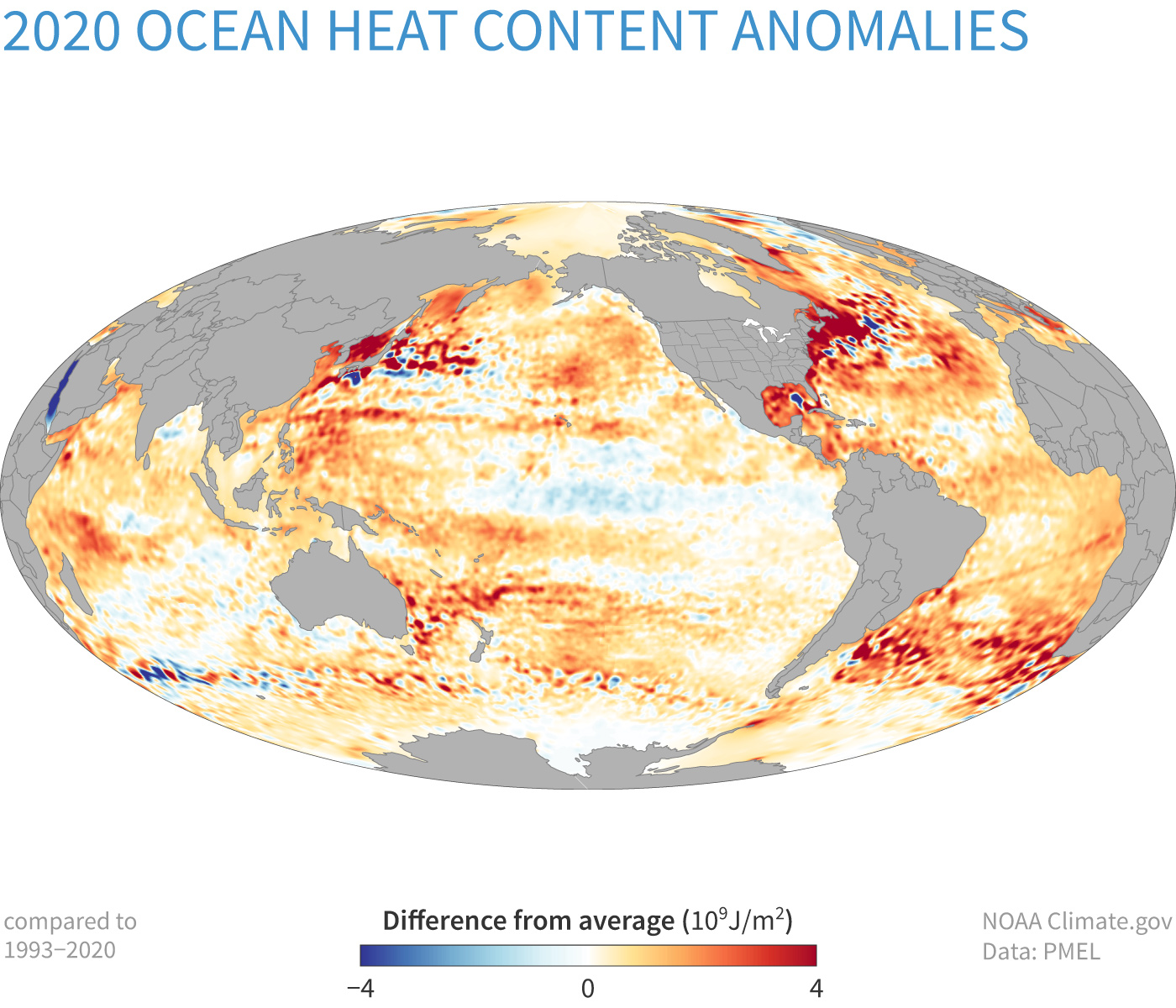
2020年上700米海洋熱異常的地圖，以1993年到2020年的平均值為基準。 由於風和洋流等運輸驅動因素，一些地區積累的能量比其他地區多。

近年來的眾多獨立研究發現上層海洋區域的海洋熱含量十年的上升趨勢，並且已經開始向更深的地區擴散。
研究表明，自1971年以來，上層海洋（0-700米）已經升溫，同時中等深度（700-2000米）可能也發生了升溫，而深海（2000米以下）的溫度可能也有所增加。:1228 這種熱量吸收是由於地球能量收支中持續存在的升溫不平衡所導致的，刨根究底，是由人類活動排放的溫室氣體造成。:41 從1960年代初到2010年代末，海洋吸收的人為排放二氧化碳的速率大約增加了兩倍，這與大氣二氧化碳的增加成正比。 非常肯定，人為二氧化碳排放導致的海洋熱含量增加在人類時間尺度上基本上是不可逆轉的。:1233
基於Argo測量的研究表明，海洋表面風，尤其是太平洋的信風，會改變海洋的熱垂直分布。 這導致洋流的變化，這也與聖嬰現象和反聖嬰現象有關。根據隨機自然變異的波動，反聖嬰年份將有大約30%的熱從上層海洋層運輸到更深的海洋中。此外，研究表明，觀察到的海洋升溫約有三分之一發生在700至2000米的海洋層。
模型研究顯示，在反聖嬰年份，洋流在風循環變化後將更多的熱量輸送到更深的層次中。 海洋熱量吸收增加的年份通常與太平洋十年濤動的負相位有關。 這對於氣候科學家來說十分有趣，他們使用這些數據來估算海洋的熱量吸收情況。
北大西洋大部分地區的上層海洋熱量以熱傳輸匯聚（洋流交彙的位置）為主。 此外，2022 年關於人為海洋暖化的一項研究表明，1850年至2018年間北大西洋沿 25°N 的變暖有62% 存在於700m以下的水中。大部分海洋多餘的熱量都被儲存在那裡。
自1970年代以來，海洋2000公尺內平均升溫，但海洋升溫的速率因地而異，亞極北大西洋升溫速度較慢；而南冰洋由於人為排放的溫室氣體，吸收了不成比例的大量熱量。:1230
相對於其他海域，2000米以下的深海升溫在南冰洋地區最為顯著。:1230

## 影響
海洋暖化造成了珊瑚白化， 也導致了海洋生物的遷徙，並使海洋熱浪更加頻繁。 大氣環流和海洋洋流將行星內部能量重新分布，產生內部氣候變異，通常以不規則振盪的形式呈現， 並有助於維持溫鹽環流。

自1900年至2020年，海洋熱含量的增加導致的熱膨脹占全球海平面上升的30-40％。 海洋熱含量還加速了海冰、冰山和潮水冰河的融化。冰的損失降低了極地的反照率，放大了區域和全球的能量不平衡。 北極海冰的融退也因此迅速而廣泛。同樣在北極地區的峽灣，如格陵蘭和加拿大的峽灣中也出現了冰融退。對於南極海冰和廣闊的南極冰棚，其影響因地區而異。由於海水的升溫，影響正逐漸增加。 2020年，特威茨冰棚及其西南極鄰居的瓦解對於海平面上升貢獻了約10%。
2015年的一項研究得出結論，太平洋海域的海洋熱含量增加被突然轉移到了印度洋。
深海的升溫還有可能進一步融化並釋放出在那裡自然積累的大量甲烷冰的一部分。

## 外部連結
- NOAA Global Ocean Heat and Salt Content （页面存档备份，存于）